# Jakow Ałksnis

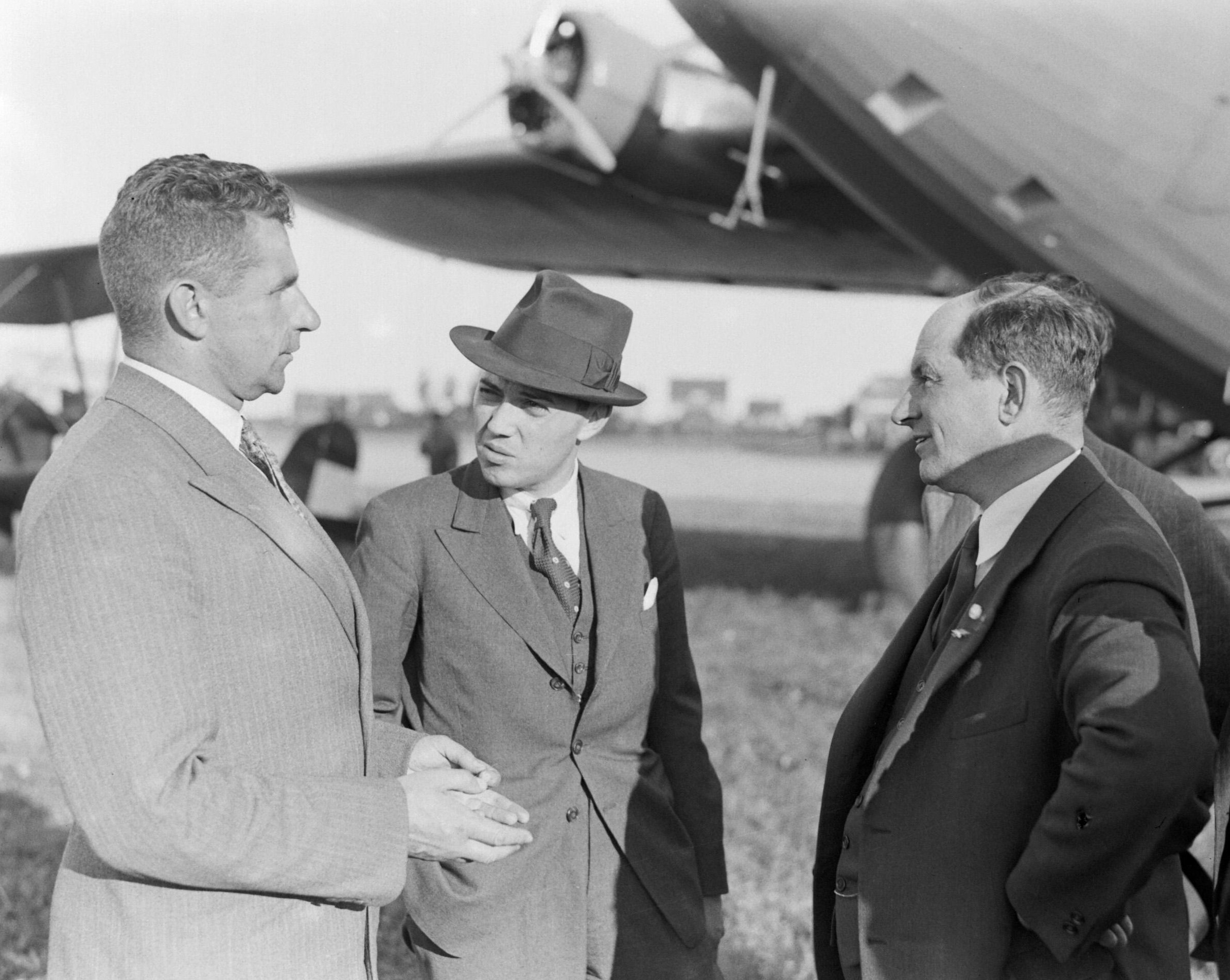
Jakow Ałksnis, 1934

Jakow Iwanowicz Ałksnis (Astrow), łot. Jēkabs Alksnis, ros. Яков Иванович Алкснис (ur. 26 stycznia 1897 w guberni inflandzkiej, zm. 29 lipca 1938 w Moskwie) – radziecki dowódca wojskowy, komandarm II rangi (1935).

## Życiorys
Urodzony w rodzinie łotewskiego robotnika rolnego. W wojsku carskim od 1917 roku. Ukończył Szkołę Chorążych w Odessie i został skierowany na Front Zachodni. Członek Socjaldemokratycznej Partii Robotniczej Rosji od 1916 roku. W czasie rewolucji październikowej uczestniczył w agitacji rewolucyjnej wśród żołnierzy. Od maja 1919 roku w Armii Czerwonej. Komendant wojskowy Guberni Orłowskiej, komisarz 55 Dywizji Strzeleckiej, później komendant wojskowy województwa dońskiego, zastępca dowódcy Orłowskiego Okręgu Wojskowego. Ukończył Akademię Wojskową im. Michaiła Frunzego w 1924 roku. W latach 1924–1926 szef i komisarz Zarządu Organizacji i Służby Wojsk. W latach 1926–1931 zastępca dowódcy Sił Powietrznych Robotniczo-Chłopskiej Armii Czerwonej (RChACz) i zastępca członka Rewolucyjnej Rady Wojskowej (RRW) ZSRR. Od 1931 roku dowódca Sił Powietrznych i członek RRW ZSRR, a później Rady Wojskowej Ministerstwa Obrony. Od stycznia 1937 roku zastępca ministra Obrony i Lotnictwa. Deputowany do Rady Najwyższej ZSRR 1. kadencji.
Członek składu sądzącego w procesie M. Tuchaczewskiego i 7 skazanych na śmierć generałów. Odznaczony Orderem Lenina, Orderem Czerwonego Sztandaru, Orderem Czerwonej Gwiazdy i Orderem Mongolii. W listopadzie 1937 został aresztowany. Sądzony i stracony w okresie wielkiej czystki w ZSRR, doczekał się po śmierci rehabilitacji.